# Милош Масаловић
Милош Масаловић (Београд, 21. мај/3. јун 1894 — Београд, 8. март 1944) је био српски и југословенски пешадијски и обавештајни официр, војни дипломата, пуковник Југословенске војске, шеф кабинета министра војске, морнарице и ваздухопловства Краљевине Југославије, командант пешадијског пука Краљеве гарде и шеф кабинета председника Владе народног спаса Милана Недића. Био је и кум Димитрија Љотића. Убијен је од стране припадника Југословенске војске у Отаџбини и постхумно унапређен у чин бригадног генерала.

## Биографија

### Образовање и војна каријера
Рођен је 21. маја, односно 3. јун 1894. године у Београду, као најстарији син пешадијског пуковника Миладина Масаловића (1859-1936) и учитељице Софије Поповић (1870-1942) из Параћина. Његов млађи брат Милорад Сена Масаловић, рођен две године касније, погинуо је као један од 1300 каплара у Колубарској бици 1914. године, а најмлађи брат Владимир Масаловић (1900-1926) је био судски поручник. У ратовима 1912-18 је погинуло десет чланова породице Масаловић.
У Београду је завршио основну школу и гимназију, а затим се уписао на Нижу школу Војне академије у Београду, коју је завршио 20. јула 1914. године као питомац 44. класе. Учествовао је у Балканским ратовима и Првом светском рату. Из времена Првог светског рата, потиче његово познанство, а касније и кумство са Димитријем Љотићем, јер су заједно служили у 5. пешадијском пуку.
Након рата се оженио и са супругом Катарином (девојачко: Николић) добио синове Миладина, Милорада и Момчила. У Паризу је завршио Вишу ратну школу 1922. године.
У међуратном периоду је обављао најразличитије дужности. Између осталог, био је на служби у Обавештајном одељењу Главног ђенералштаба, затим је обављао дужност војног аташеа у Тирани и ордонанс краља Александра I Карађорђевића.

Када је 26. августа 1939. године за министра војске, морнарице и ваздухопловства у другој влади Драгише Цветковића изабран армијски генерал Милан Недић, Масаловић је постао начелник министарства. Као најближи сарадник генерала Недића, зауставио је премештај пуковника Драгољуба Драже Михаиловића са места војног аташеа у Прагу на позицију начелника Обавештајног одељења Главног генералштаба 1940. године. Убрзо је пензионисан и придружио се Југословенском народном покрету Збор.

### Други светски рат

#### Априлски рат
Као представник Збора, Масаловић је након пуча 27. марта 1941. године отишао у зграду Министарског савета, како би новом председнику генералу Душану Симовићу пренео личну поруку Димитрија Љотића и честитке поводом ступања на престо краља Петра II Карађорђевића. Да би уверили Нацистичку Немачку како је пуч унутрашње питање које не утиче на потписано приступање Тројном пакту, нова влада је покушала да у своје редове увуче проосовинске елементе, те је тако реактивиран пуковник Масаловић и именован за команданта пешадијског пука Краљеве гарде.
Априлски рат је провео на месту команданта пешадије Церске дивизије. Према извесним наводима, Масаловић је након капитулације био заповедник Добровољачке радне службе која је чистила рушевине у Београду после бомбардовања.
По доласку из Загреба у априлу 1941. године, пуковник Коста Мушицки ступа у контакт са пуковником Масаловићем, који га касније повезује са генералом Недићем.

#### Шеф кабинета Милана Недића
Када је 29. августа 1941. године основана Влада народног спаса, њен председник Милан Недић је за шефа кабинета узео пуковника Масаловића, свог предратног шефа кабинета из времена мандата на месту министра војске, морнарице и ваздухопловства.
На предлог министра војске, морнарице и ваздухопловства бригадног генерала Драгољуба Драже Михаиловића, председник Владе Краљевине Југославије у егзилу проф. др Слободан Јовановић је 31. марта 1942. године потписао решење којим је Масаловић оглашен за војног бегунца и лишен чина.
У покушајима да ликвидирају генерала Михаиловића, СС генерал Аугуст Мајснер је наредио пуковнику Масаловићу да организује ликвидацију команданта Пожешког четничког корпуса артиљеријског капетана Вучка Игњатовића, једног од најспособнијих Михаиловићевих људи, који се у новембру 1941. легализовао и формално ставио под команду Владе народног спаса. Његовој ликвидацији се прибегло пошто се сазнало да Игњатовић користи ресурсе добијене од Владе народног спаса, како би помагао Михаиловића. По инструкцијама пуковника Масаловића, група припадника Српског добровољачког корпуса је 26. јуна 1942. године у Новој Вароши убила капетана Игњатовића.

#### Атентат
Командант Београда капетан Александар Михајловић Вили је од Врховне команде ЈВуО добио одобрење да организује атентат на Масаловића. Ова акција није носила бојазан од одмазде, будући да су репресивне мере примењиване само за убиства или рањавања немачких окупационих војника, али не и колаборациониста. Капетан Михајловић је организацију атентата поверио Другом београдском корпусу, а за обезбеђивање логистичке подршке у погледу праћења кретања Масаловића, као и припреме скровишта на периферији града за атентаторе, поверио је поручнику Миодрагу Стојановићу.
Масаловић је 8. марта 1944. године око 7.45 сати ујутру, напустио своју кућу на Врачару и кретао се Браничевском улицом. За њим су кренули капетан Драгутин Миливојевић, поручник Мирослав Николић и још један омладинац, београдски илегалци Југословенске војске у Отаџбини. На раскрсници са Улицом краљевића Томислава, поручник Николић му је пришао и испалио један метак у леђа, а затим још један у главу. Одмах затим, атентатори су успели да побегну.
Милан Недић је постхумно унапредио Масаловића у чин бригадног генерала. Станислав Краков је у листу „Ново време“ објавио некролог поводом смрти Масаловића. Атентат је озбиљно уплашио водеће колаборационисте у граду, попут Танасија Динића и Николе Губарева, који су почели да страхују за сопствене животе.
Сахрана Масаловића је била један од најмасовнијих догађаја у окупираном Београду. Опело над одром је одржано у Саборној цркви, а венце и Масаловићева одликовања су носили припадници Српске државне страже и Српског добровољачког корпуса. Пред спуштања ковчега у гробницу на Новом гробљу, говор над одром је одржао Димитрије Љотић. Сахрани је присуствовао и Недић.
Одмах потом, нови шеф кабинета Милана Недића је постао генерал Миодраг Дамјановић, који је за ту функцију враћен из немачког заробљеништва у којем се налазио од Априлског рата. За разлику од Масаловића, генерал Дамјановић је био заговорник сарадње генерала Недића и генерала Драгољуба Михаиловића.

## Занимљивост
Снимци са сахране Милоша Масаловића су приказани 1968. године у филму Невиност без заштите.

## Унапређења у чинове
| Питомац Каплар | Питомац Поднаредник | Питомац Наредник | Потпоручник   | Поручник |
| -------------- | ------------------- | ---------------- | ------------- | -------- |
|                |                     |                  |               |          |
| 1911.          | 1912.               | 1913.            | 20. јул 1914. | 1917.    |

| Капетан Друге класе | Капетан Прве класе | Мајор         | Потпуковник        | Пуковник           |
| ------------------- | ------------------ | ------------- | ------------------ | ------------------ |
|                     |                    |               |                    |                    |
| 1919.               | 28. јун 1920.      | 28. јун 1923. | 17. децембар 1927. | 17. децембар 1934. |

### Нерегуларно унапређење
| Чин                  | Бригадни генерал |
| Постхумно унапређење | 1944.            |

## Одликовања
- Сребрна медаља за храброст (1914)
- Златна медаља за храброст (1918)
- Орден Белог орла са мачевима V реда (1920)
- Орден Светог Саве V реда (1923)
- Орден Круне III (Краљевина Румунија, 1923)
- Орден Белог орла са мачевима IV реда (1928)
- Орден Светог Спаса III реда (Краљевина Грчка, 1929)
- Орден Југословенске круне IV (1933)
- Орден Југословенске круне III реда (1936)
- Орден Карађорђеве звезде са мачевима
- Албанска споменица